# Walter Tevis
Walter Stone Tevis (28. února 1928, San Francisco, Kalifornie, USA – 8. srpna 1984, New York, USA) byl americký povídkář a romanopisec. Čtyři z jeho literárních prací byly zfilmovány: The Hustler, The Color of Money, The Man Who Fell to Earth a The Queen's Gambit.

## Životopis
Jeho rodina se přestěhovala do Kentucky, když bylo malému Walterovi 10 let. On však musel celý rok zůstat sám v nemocnici v San Francisku (Stanford Children's Convalescent) kvůli revmatické horečce. Když se uzdravil, odcestoval vlakem za svou rodinou.
Během druhé světové války pracoval jako pomocný tesař v americkém válečném námořnictvu US Navy. Maturoval na Model High School v Richmondu (1945). Po maturitě studoval na universitě v Kentucky (University of Kentucky), kde dokončil bakalářská a magisterská studia angličtiny. Začal pracovat jako učitel na několika středních školách v Kentucky (ve městech Science Hill, Hawesville, Irvine a Carlisle). Později učil na Northern Kentucky University. Se svou první ženou Jamie Griggsovou se oženil v roce 1957 a zůstal s ní 27 let. Od roku 1965 do roku 1978 učil literaturu a tvůrčí psaní na univerzitě v Ohiu (Ohio University), poté se až do své smrti věnoval kariéře spisovatele. Po úspěších svých literárních prací se z něj stal alkoholik. Se svou závislostí se těžce potýkal, což se odrazilo i na jeho tvorbě (hrdinové v jeho povídkách často strádají).
Poslední roky života strávil v New Yorku. Zemřel na rakovinu plic 8. srpna 1984, pochován je v Richmondu ve státě Kentucky.

## Dílo

### Romány
- The Hustler (1959) - non-scifi román o hráči biliáru. Byl zfilmován.
- Muž, který spadl na Zemi (1963, anglicky The Man Who Fell to Earth) - tragický sci-fi příběh mimozemšťana, který se pokouší na Zemi sehnat pomoc pro svou jadernými válkami zbídačenou planetu Antheu. Výměnou nabízí poznatky vlastní vědy. Naráží však na zášť a nenávist, což jej dovede k alkoholu. Zfilmováno.[2] V roce 1988 vydáno slovensky nakladatelstvím Smena v antologii společně se dvěma dalšími příběhy (Dvojníci v čase od Boba Shawa a Planéta exilu od Ursuly K. Le Guinové) pod názvem Muž, ktorý spadol na Zem.[3]
- Zpěv drozda (1980, anglicky Mockingbird) - příběh z budoucnosti o duševní degeneraci lidstva, které se stává sterilním.[2]
- Kroky Slunce (1983, anglicky The Steps of the Sun) - i zde se objevuje motiv blížící se katastrofy. Román s autobiografickými prvky popisuje snahu milionáře o nalezení ekologicky nezávadného zdroje energie při cestě vesmírem.[2]
- The Queen's Gambit (1983)
- The Color of Money (1984) - volné pokračování příběhu o hráčské závislosti z románu The Hustler. Zfilmován.

### Povídkové sbírky
- Far from Home (1981) - vydáno nakladatelstvím Doubleday [2]

### Povídky
Za názvem povídky je uvedeno, kde a kdy byla vydána.
- „The Best in the Country“ - Esquire, listopad 1954.
- „The Big Hustle“ - Collier's, srpen 1955.
- „Misleading Lady“ - The American Magazine, říjen 1955.
- „Mother of the Artist“ - Everywoman's, 1955.
- „The Man from Chicago“ - Bluebook, leden 1956.
- „The Stubbornest Man“ - Saturday Evening Post, leden 1957.
- „The Hustler“ - (původní název „The Actors“) - Playboy
- „Operation Gold Brick“ - If, červen 1957 (jiný název: „The Goldbrick“)
- „The Ifth of Oofth“ - Galaxy, duben 1957
- „The Big Bounce“ (česky „Hop - a skok“) - Galaxy, únor 1958.[2]
- „Sucker's Game“ - Redbook, srpen 1958.
- „First Love“ - Redbook, srpen 1958.
- „Far From Home“ - Fantasy & Science Fiction, prosinec 1958.
- „Alien Love“ (autorův titul: „The Man from Budapest“) - Cosmopolitan, leden 1959.
- „A Short Ride in the Dark“ - Toronto Star Weekly Magazine, duben 1959.
- „Gentle Is the Gunman“ - Saturday Evening Post, srpen 1960.
- „The Other End of the Line“ - Fantasy & Science Fiction, listopad 1961.
- „The Machine That Hustled Pool“ - Nugget, únor 1961.
- „The Scholar's Disciple“ - College English, říjen 1969.
- „The King Is Dead“ - Playboy, září 1973.
- „Rent Control“ - Omni, říjen 1979.
- „The Apotheosis of Myra“ - Playboy, červenec 1980.
- „Echo“ - Magazine of Fantasy & Science Fiction, říjen 1980.
- „Out of Luck“ - Omni, listopad 1980.
- „Sitting in Limbo“ - Far from Home, 1981.
- „Daddy“ - Far from Home, 1981.
- „A Visit from Mother“ - Far from Home, 1981.